# Wolterstorffina parvipalmata
Wolterstorffina parvipalmata és una espècie d'amfibi que viu al Camerun i Nigèria.
Està amenaçada d'extinció per la pèrdua del seu hàbitat natural.